# 9e législature de Hatohobei

La 9e législature de Hatohobei a été élue le 27 mai 2016 pour un mandat de quatre ans. Elle fait suite à la 8e législature, élue en 2012.

## Membres
| Nom               | Remarques |
| ----------------- | --------- |
| Albino Fernando   |           |
| Francis Victor    |           |
| Hercules Emilio   |           |
| Stalin Stanley    |           |
| Sheila Judy Pedro |           |
| Sabino Zackarias  |           |
| William Andrew    |           |
| Sabina Andrew     |           |
| Stella Patris     |           |

## Sources